# Micrambe mediterranica
Micrambe mediterranica is een keversoort uit de familie harige schimmelkevers (Cryptophagidae). De wetenschappelijke naam van de soort werd in 2001 gepubliceerd door Otero, Johnson & Mifsud.